# فوشه (مقاطعة فومن)
فوشه (بالفارسية: فوشه) هي مستوطنة تقع في قسم غوراببس الريفي في إيران. يقدر عدد سكانها بـ 597 نسمة بحسب إحصاء 2016.